# Sharon, Lois and Bram

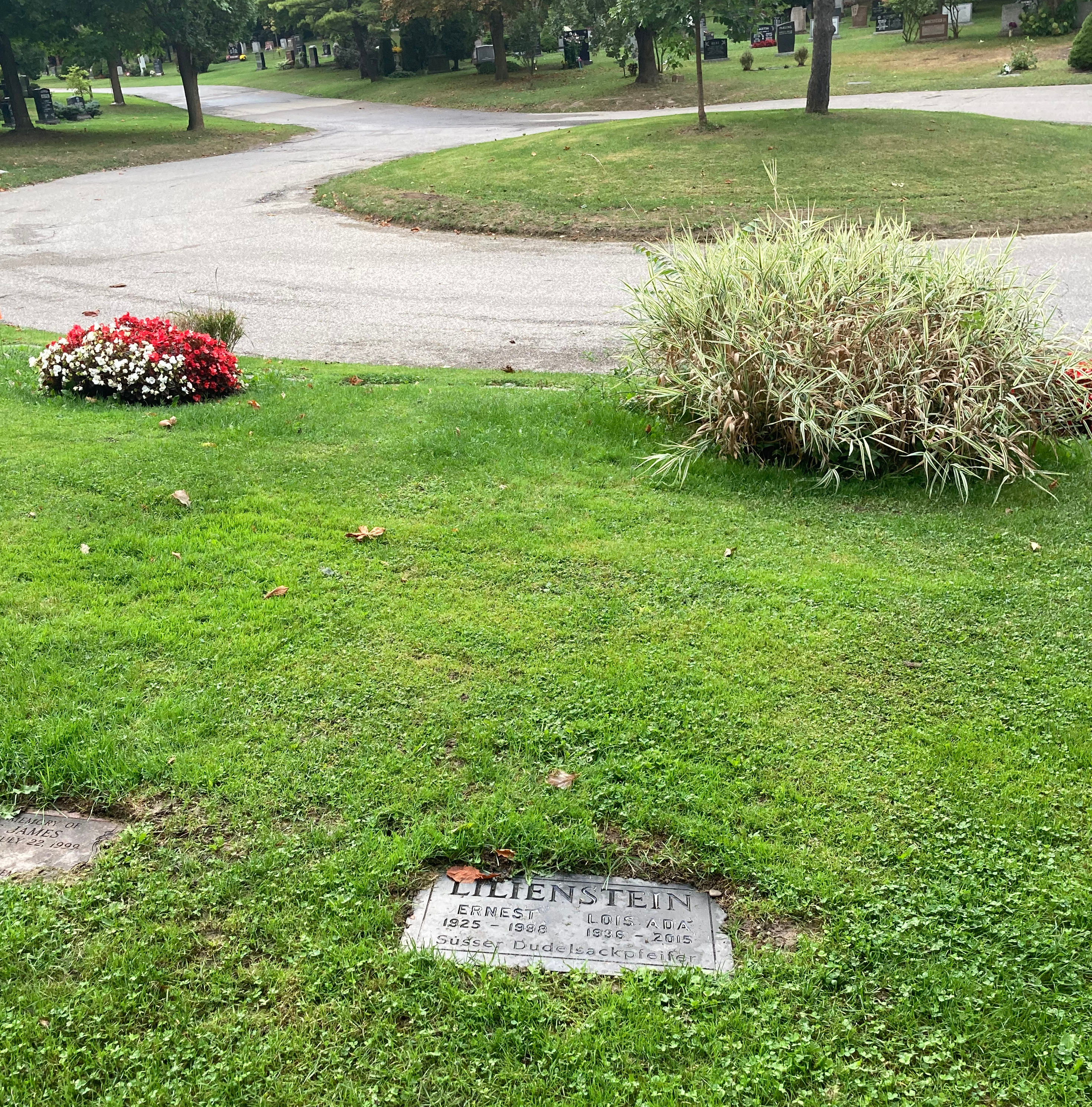
Pierre tombale de Lois Ada (Goldberg) Lilienstein, membre du trio

Sharon, Lois and Bram (également connu sous le nom Sharon, Bram & Friends ou Sharon & Bram) est un trio musical canadien fondé en 1978 à Toronto en Ontario au Canada.

## Membres
Le trio est formé de : 
- Sharon (Trostin) Hampson, née le 31 mars 1943 (82 ans) à Toronto, chant.
- Lois Ada (Goldberg) Lilienstein, née le 10 juillet 1936 à Chicago et morte le 22 avril 2015 (à 78 ans) à Toronto, chant et piano.
- Bramwell "Bram" Morrison, né le 18 décembre 1940 (84 ans) à Toronto, chant et guitare.